# Dyerophytum pendulum
Dyerophytum pendulum är en triftväxtart som först beskrevs av Isaac Bayley Balfour, och fick sitt nu gällande namn av Carl Ernst Otto Kuntze. Dyerophytum pendulum ingår i släktet Dyerophytum och familjen triftväxter. Inga underarter finns listade i Catalogue of Life.